# Voraptus affinis
Voraptus affinis is een spinnensoort in de taxonomische indeling van de stekelpootspinnen (Zoridae).
Het dier behoort tot het geslacht Voraptus. De wetenschappelijke naam van de soort werd voor het eerst geldig gepubliceerd in 1925 door Roger de Lessert.